# Уэно (село)
Уэ́но (яп. 上野村 Уэно-мура) — село в Японии, находящееся в уезде Тано префектуры Гумма. Площадь села составляет 181,86 км², население — 1329 человек (1 июля 2014), плотность населения — 7,31 чел./км².

## Географическое положение
Село расположено на острове Хонсю в префектуре Гумма региона Канто. С ним граничат город Титибу, посёлки Канна, Огано, Сакухо и сёла Наммоку, Каваками, Минамиаики, Китааики.

## Население
Население села составляет 1329 человек (1 июля 2014), а плотность — 7,31 чел./км². Изменение численности населения с 1980 по 2005 годы:
| 1980 | 2309 чел. |  |
| 1985 | 1968 чел. |  |
| 1990 | 1711 чел. |  |
| 1995 | 1586 чел. |  |
| 2000 | 2285 чел. |  |
| 2005 | 1535 чел. |  |